# Maria Antonietta (Castelot)
Maria Antonietta - La vera storia di una regina incompresa è una biografia sulla figura storica di Maria Antonietta d'Asburgo-Lorena, scritta nel 1953 dallo storico francese André Castelot.

## Edizioni italiane
- André Castelot, Maria Antonietta, traduzione di Luigi G. Tenconi, Milano, Rizzoli, I ed. aprile 1954.
- André Castelot, Maria Antonietta. La vera storia di una regina incompresa, Collana Biografie, Milano, BUR, 1987,  pp. 448, cap. 21; Collana Supersaggi, BUR, 1998, ISBN 978-88-17-16628-7.